# Ditaxis humilis
Ditaxis humilis är en törelväxtart som först beskrevs av Georg George Engelmann och Asa Gray, och fick sitt nu gällande namn av Ferdinand Albin Pax. Ditaxis humilis ingår i släktet Ditaxis och familjen törelväxter.

## Underarter
Arten delas in i följande underarter:
- D. h. laevis
- D. h. humilis
- D. h. leiosperma